# Seminole (Florida)
Seminole ist eine Stadt im Pinellas County im US-Bundesstaat Florida mit. Das U.S. Census Bureau hat bei der Volkszählung 2020 eine Einwohnerzahl von 19.364 ermittelt.

## Geographie
Seminole liegt rund 10 km südlich von Clearwater sowie etwa 30 km westlich von Tampa.

## Demographische Daten
Laut der Volkszählung 2010 verteilten sich die damaligen 17.233 Einwohner auf 9847 Haushalte. Die Bevölkerungsdichte lag bei 1305,5 Einw./km². 93,9 % der Bevölkerung bezeichneten sich als Weiße, 1,4 % als Afroamerikaner, 0,3 % als Indianer und 2,3 % als Asian Americans. 0,6 % gaben die Angehörigkeit zu einer anderen Ethnie und 1,3 % zu mehreren Ethnien an. 4,4 % der Bevölkerung bestand aus Hispanics oder Latinos.
Im Jahr 2010 lebten in 17,5 % aller Haushalte Kinder unter 18 Jahren sowie 46,5 % aller Haushalte Personen mit mindestens 65 Jahren. 52,0 % der Haushalte waren Familienhaushalte (bestehend aus verheirateten Paaren mit oder ohne Nachkommen bzw. einem Elternteil mit Nachkomme). Die durchschnittliche Größe eines Haushalts lag bei 1,97 Personen und die durchschnittliche Familiengröße bei 2,65 Personen.
16,0 % der Bevölkerung waren jünger als 20 Jahre, 15,1 % waren 20 bis 39 Jahre alt, 29,1 % waren 40 bis 59 Jahre alt und 39,7 % waren mindestens 60 Jahre alt. Das mittlere Alter betrug 54 Jahre. 45,3 % der Bevölkerung waren männlich und 54,7 % weiblich.
Das durchschnittliche Jahreseinkommen lag bei 48.874 $, dabei lebten 9,9 % der Bevölkerung unter der Armutsgrenze.
Im Jahr 2000 war Englisch die Muttersprache von 95,26 % der Bevölkerung, französisch sprachen 1,73 % und 3,01 % hatten eine andere Muttersprache.

## Wirtschaft
WestRock betreibt in der Stadt ein Werk für Wellpappe.

## Verkehr
Seminole wird von den Florida State Roads 595 und 666 durchquert. Der nächste Flughafen ist der St. Petersburg-Clearwater International Airport (rund 10 km nordöstlich).